# John Maddicott
John Maddicott (n. 22 de julio de 1943) es un historiador inglés que ha publicado trabajos sobre la historia política y social de Inglaterra en los siglos XIII y XIV y también ha escrito una serie de editoriales sobre la economía anglosajona, su segunda área de interés. Nacido en Exeter, Devon, fue educado en el Worcester College de la Universidad de Oxford. También ha escrito la biografía de Tomás, segundo conde de Lancaster y de Simón de Montfort, sexto conde de Leicester. En el segundo trimestre académico de 2004, impartió las Conferencias Ford, las conferencias de historia más prestigiosas de la Universidad de Oxford, sobre el tema de la génesis del Parlamento de Inglaterra. Enseñó en la Universidad de Mánchester y fue profesor asociado y tutor de historia en el Exeter College, Oxford de 1969 a 2006. Es miembro de la Academia Británica y también fue editor adjunto de la revista The English Historical Review de 1990 al 2000.

## Obras selectas
- Thomas of Lancaster, 1307-22: A Study in the Reign of Edward II (1970)
- Simon de Montfort (1994)
- Plague in 7th century England (1997)
- Medieval State: Essays Presented to James Campbell (2000)
- The Origins of the English Parliament, 924-1327 (2010)
- Founders and Fellowship: The Early History of Exeter College, Oxford, 1314–1592 (2014)